# ۱۴۱۲ (میلادی)
۱۴۱۲ (میلادی) هزار و چهارصد  و دوازدهمین سال تقویم میلادی است.

## زادگان
- ۶ ژانویه – ژان دارک، نظامی فرانسوی (د. ۱۴۳۱)

## درگذشتگان
- ۲ آوریل – کلاویخو، دیپلمات، نویسنده، و کاشف اسپانیایی